# Junonia noveae-guineae
Junonia noveae-guineae är en fjärilsart som beskrevs av Hagen 1897. Junonia noveae-guineae ingår i släktet Junonia och familjen praktfjärilar. Inga underarter finns listade i Catalogue of Life.